# Twenty
Twenty és el vuitè àlbum d'estudi de la banda estatunidenca Lynyrd Skynyrd i fou publicat l'any 1997.
El títol del disc feia referència als vint anys (twenty significa vint en anglès) des del tràgic accident d'avió que va causar la mort del cantant principal, el guitarrista i una cantant d'acompanyament. La cançó "Travelin' Man" fou la primera gravació d'estudi que va realitzar la banda original l'any 1976, i gràcies a la tecnologia moderna, el grup va poder utilitzar la veu del cantant original, Ronnie Van Zant, per crear un duet junt amb la veu del cantant Johnny Van Zant. La portada de l'àlbum és un dibuix fictici sobre Monument Valley, dins la reserva de la Nació Navajo.

## Llista de cançons
1. "We Ain't Much Different" – 3:44
2. "Bring It On" – 4:56
3. "Voodoo Lake" – 4:37
4. "Home Is Where the Heart Is" – 5:26
5. "Travelin' Man" – 4:05
6. "Talked Myself Right Into It" – 3:25
7. "Never Too Late" – 5:18
8. "O.R.R." – 4:16
9. "Blame It on a Sad Song" – 5:35
10. "Berneice" – 4:01
11. "None of Us Are Free" – 5:23
12. "How Soon We Forget" – 4:50

## Personal
- Gary Rossington – guitarres rítmica, slide i acústica
- Johnny Van Zant – cantant
- Leon Wilkeson – baix
- Ricky Medlocke – guitarres rítmica, slide, acústica i dobro, i veus addicionals
- Hughie Thomasson – guitarres rítmica, slide i acústica, i veus addicionals
- Billy Powell – piano i orgue Hammond
- Owen Hale – bateria i percussió
- Ronnie Van Zant – cantant a "Travelin' Man"